# 克斯賓·葛洛佛
克斯賓·葛洛佛（Crispin Glover，1964年4月20日—），美國電影演員及導演。

## 生平

### 早期生活
克斯賓·葛洛佛於美國紐約市出生，五歲時舉家搬到洛杉磯居住。父親布魯斯·葛洛佛是電影演員，以飾演詹姆士龐德系列電影《金剛鑽》中的反派角色聞名，母親也是一名演員。「克斯賓」這個名字的命名，是因為他的父母親很喜歡威廉·莎士比亞的戲劇《亨利五世》中，亨利王在「聖克里斯賓節」這一天發表的戰前演說。克斯賓正式的全名是「克斯賓·赫里恩(Hellion)·葛洛佛」，中間名「Hellion」的字義是「惡人」，早先是他父親布魯斯·葛洛佛的一個假名，用來代替布魯斯自己真正的中間名「赫伯特」。克斯賓的父親擁有來自英國、捷克、瑞典的血統，母親一方則是來自德國與捷克的後裔。克斯賓·葛洛佛於13歲開始演藝事業。

### 演藝事業
克斯賓·葛洛佛先是參與電視喜劇的演出，而後開始轉往電影界。在1985年的賣座電影《回到未來》中扮演主角懦弱的父親而成名。由於和製作人的意見衝突，並未演出回到未來的續集，續集中主角父親出場的畫面使用了克斯賓·葛洛佛的舊有影像，並且使另一演員以化妝手法模仿克斯賓·葛洛佛的臉部特徵來扮演這個角色，令觀眾混淆以為克斯賓·葛洛佛實際演出了續集。克斯賓·葛洛佛以此控告製作人，他主張製作人並不擁有使用演員相貌特徵的權利。訴訟以和解收場，促成了後續美國演員工會在此方面的條款。
克斯賓·葛洛佛持續演出許多風格奇特的電影角色，比如在奧利佛·史東執導的電影《門》中扮演藝術家安迪·沃荷，在2003年的恐怖片《鼠魔俠》(Willard)中扮演與鼠為伍的主角威拉德。近年在主流電影中較為人知的演出包括《霹靂嬌娃》、《魔境夢遊》等等。在電影《霹靂嬌娃》中，他的角色「竹竿怪人(Thin Man)」原本是有台詞的，但葛洛佛說服了製作人將台詞都刪去，為這名反派角色塑造更鮮明的形象。
2007年，葛洛佛在羅勃·辛密克斯執導的《貝武夫：北海的詛咒》片中，以動作捕捉方式演出怪物格蘭德爾(Grendel)，這是他自1985年《回到未來》以來首度再次與辛密克斯合作。
在2007年的惡搞電影《史詩大帝國》中，葛洛佛扮演電影《巧克力冒險工廠》廠長威利旺卡的惡搞版本，2010年在原版《巧》片導演提姆·波頓的電影《魔境夢遊》中與飾演原版威利旺卡的強尼·戴普共同演出，在此之前葛洛佛與戴普曾在90年代的電影《戀戀情深》與《你看見死亡的顏色嗎？》共同演出過。葛洛佛在片中飾演反派角色紅心騎士，為了塑造該名角色非現實的身高，葛洛佛在拍片過程踩著特製的高蹺並蒙著一邊的眼睛，電影後製只有使用他的頸部以上的影像，頸部以下的部分則是由動作捕捉方式製成動畫，再將兩者拼接而成。

### 深夜秀事件
1987年克斯賓·葛洛佛為宣傳電影《大河邊緣》上「大衛·萊特曼的深夜秀」擔任來賓，他穿著厚底靴和長假髮的奇裝異服來到現場，持續意味不明的談話，最後朝主持人大衛·賴特曼頭部的方向踢了一腳，令不知情的主持人當場轉身離開節目現場。這身裝扮也是克斯賓·葛洛佛在1991年發行的電影《Rubin and Ed》中所飾演的角色「Rubin Farr」的扮相，Rubin這個角色也出現在他個人的音樂影片「Clowny Clown Clown」中。而之後葛洛佛再次來到深夜秀時，他聲稱當時來到現場的並不是他本人而是一個和他長得很像的叫做Rubin的傢伙。葛洛佛並未對他首次出場的行為做出明確的解釋，他表示希望讓此事件繼續保留謎樣的色彩。

### 寫作、音樂與導演工作
1980年代，葛洛佛成立了一家公司叫做「Volcanic Eruptions」，專門出版他個人創作的書籍，以及發行他個人製作的影片。
克斯賓·葛洛佛作為作家，出版了《Rat Catching》、《Oak-Mot》等書，內容多改編自既有的骨董圖書。他曾錄製一張名為《The Big Problem ≠ The Solution. The Solution = Let It Be》的專輯，曲目包括風格奇異的翻唱曲以及他所出版之圖書的朗讀片段。葛洛佛在專輯的背面放上了一組電話號碼，並鼓勵聽眾若找出專輯標題所謂的「大問題(big problem)」，可以經由這支電話聯絡到他本人。他很驚訝有不少人想出了答案。
葛洛佛已發表了兩部深具個人風格的電影作品。在2005年的日舞影展發表了他的導演處女作《What Is It?》，2007年發表了第二作《It Is Fine! Everything Is Fine.》，在他的計畫中將有第三部作品名為《It Is Mine》，和前兩部組成「It三部曲」。電影製作的經費大多來自他電影演出得到的酬勞。近年來，他以「Big Slide Show」之名持續在各地巡迴演出，演出內容包括朗讀自己出版之圖書、放映執導之電影作品以及映後問答時間，他個人很重視這個問答的形式。克斯賓·葛洛佛在捷克買下一座莊園，以便於搭建電影布景，他正持續為接下來的電影製作計畫作準備。

## 電影列表
| 年份 | 影片                         | 影片                                  | 角色                                                   | 備註                                                          |
| 年份 | 中文譯名                     | 原名                                  | 角色                                                   | 備註                                                          |
| ---- | ---------------------------- | ------------------------------------- | ------------------------------------------------------ | ------------------------------------------------------------- |
| 1983 |                              | My Tutor                              | Jack                                                   |                                                               |
| 1984 | 《愛的召集令》               | Racing with the Moon                  | 富家子 Gatsby Boy                                      |                                                               |
| 1984 | 《十三號星期五4》            | Friday the 13th: The Final Chapter    | Jimmy Mortimer                                         |                                                               |
| 1984 |                              | Teachers                              | Danny                                                  |                                                               |
| 1985 | 《回到未來》                 | Back to the Future                    | 喬治·麥佛萊 George McFly                               | 提名—土星獎最佳男配角                                         |
| 1985 |                              | The Orkly Kid(短片)                   | Larry                                                  | 主演                                                          |
| 1986 | 《強盜爸爸》                 | At Close Range                        | Lucas                                                  |                                                               |
| 1986 | 《大河邊緣》                 | River's Edge                          | 萊恩 Layne                                             | 主演                                                          |
| 1989 |                              | Twister                               | Howdy                                                  |                                                               |
| 1990 | 《一個小子七百五》           | Where the Heart Is                    | Lionel                                                 |                                                               |
| 1990 | 《我心狂野》                 | Wild at Heart                         | 代爾表哥 Dell                                          |                                                               |
| 1991 | 《門》                       | The Doors                             | 安迪·沃荷 Andy Warhol                                  |                                                               |
| 1991 |                              | Rubin and Ed                          | Rubin Farr                                             | 主演                                                          |
| 1991 | 《30 Door Key (費爾迪杜凱)》 | 30 Door Key (Ferdydurke)              | 敏透斯 Mientus                                         | 波蘭、法、英合作片。英語發音。                                |
| 1992 |                              | Little Noises                         | Joey                                                   | 主演                                                          |
| 1993 | 《藍調牛仔妹》               | Even Cowgirls Get the Blues           | Howard Barth                                           |                                                               |
| 1993 | 《戀戀情深》                 | What's Eating Gilbert Grape           | 鮑比 Bobby McBurney                                    |                                                               |
| 1994 | 《瘋狂大追擊》               | Chasers                               | Howard Finster                                         |                                                               |
| 1995 | 《你看見死亡的顏色嗎？》     | Dead Man                              | 火車火伕 Train Fireman                                 |                                                               |
| 1996 | 《性书大亨》                 | The People vs. Larry Flynt            | Arlo                                                   |                                                               |
| 2000 | 《真愛來找碴》               | Nurse Betty                           | Roy Ostery                                             |                                                               |
| 2000 | 《霹靂嬌娃》                 | Charlie's Angels                      | 竹竿怪人 Thin Man                                      |                                                               |
| 2001 | 《老板是空氣》               | Bartleby                              | 巴托比 Bartleby                                        | 主演                                                          |
| 2001 |                              | Fast Sofa                             | Jules Langdon                                          |                                                               |
| 2002 | 《罪與罰》                   | Crime and Punishment                  | 拉斯柯尼科夫 Rodion Raskolnikov                        | 主演。1994年拍攝。                                            |
| 2002 | 《小鬼魔鞋》                 | Like Mike                             | 彼得曼 Stan Bittleman                                  |                                                               |
| 2003 | 《鼠魔俠》                   | Willard                               | 威拉德 Willard Stiles                                  | 主演 提名—土星獎最佳男主角 提名—Chainsaw Award for Best Actor |
| 2003 | 《霹靂嬌娃2：全速進攻》      | Charlie's Angels: Full Throttle       | 竹竿怪人 Thin Man                                      |                                                               |
| 2005 |                              | What Is It?                           | Dueling Demi-God Auteur / The young man's inner psyche | 兼導演、製作、編劇                                            |
| 2005 | 《去死吧！性感》             | Drop Dead Sexy                        | Eddie                                                  | 主演                                                          |
| 2006 | 《屠夫》                     | Simon Says                            | 賽門/史丹利 Simon / Stanley                            | 主演                                                          |
| 2007 | 《史詩大帝國》               | Epic Movie                            | 威利旺卡 Willy Wonka                                   | 《巧克力冒險工廠》廠長角色的惡搞版本                          |
| 2007 | 《血之魔術師》               | The Wizard of Gore                    | Montag the Magnificent                                 |                                                               |
| 2007 | 《貝武夫：北海的詛咒》       | Beowulf                               | 格倫戴爾 Grendel                                       | 動作捕捉                                                      |
| 2008 |                              | Freezer Burn: The Invasion of Laxdale | Viergacht                                              |                                                               |
| 2008 | 《打獵季節2》                | Open Season 2                         | 菲菲 Fifi                                              | 配音                                                          |
| 2009 | 《飢不擇屍》                 | The Donner Party                      | 威廉佛斯特 William Foster                              | 主演                                                          |
| 2009 | 《9：末世決戰》              | 9                                     | 6                                                      | 配音                                                          |
| 2010 | 《魔境夢遊》                 | Alice in Wonderland                   | 紅心騎士史坦 Stayne(Knave of Hearts)                   |                                                               |
| 2010 | 《壞壞好先生》               | Mr. Nice                              | Ernie Combs                                            |                                                               |
| 2010 | 《扭轉時光機》               | Hot Tub Time Machine                  | 菲爾 Phil                                              |                                                               |
| 2010 | 《打獵季節3》                | Open Season 3                         | 菲菲 Fifi                                              | 配音                                                          |
| 2012 | 《瘋狂玩彈家》               | Freaky Deaky                          | Woody Ricks                                            |                                                               |
| 2013 | 《西班牙人》                 | Hiszpanka                             | Dr. Abuse                                              | 波蘭電影                                                      |
| 2014 | 《血殺客》                   | The Bag Man                           | Ned                                                    |                                                               |

## 導演作品
- 2005年 《What Is It?》
- 2007年 《It Is Fine! Everything Is Fine.》